# Australisk småtärna

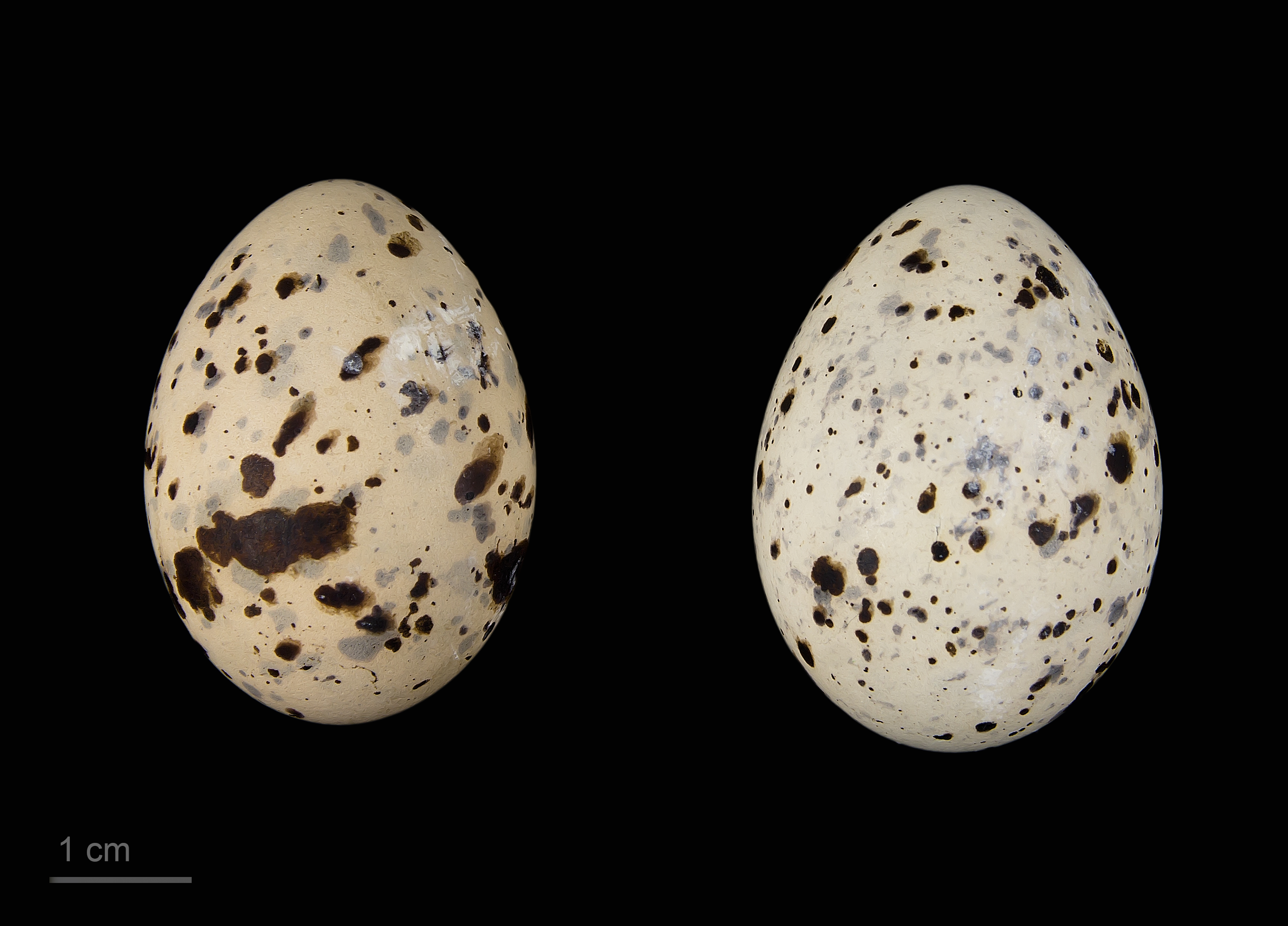
Sternula nereis

Australisk småtärna (Sternula nereis) är en hotad fågel i familjen måsfåglar som förekommer i Australien, Nya Zeeland och på Nya Kaledonien.

## Kännetecken
Australisk småtärna är en liten, vit och grå tärna med svart hätta. Den är blekgrå ovan, med vit kluven stjärt, vit undersida, benen orangegula, näbben gulbrun. Den är mycket lik småtärnan men ovansidan av vingen mer enfärgat grå och den vita pannan är brant. Flyktlätet återges på engelska som "zwitt".

## Utbredning och systematik
Australisk småtärna delas upp i fyra underarter med följande utbredning:
- S. n. horni – i Western Australia
- S. n. nereis – i South Australia, Tasmanien och Victoria
- S. n. exsul – på Nya Kaledonien
- S. n. davisae – på norra Nordön, Nya Zeeland

Vissa inkluderar horni i nereis.

### Släktestillhörighet
Tärnorna i Sternula fördes tidigare till Sterna men DNA-studier visar att de är avlägset släkt, varför de numera urskiljs i ett eget släkte.

## Ekologi
Arten häckar på sandstränder över tidvattengränsen men nedanför vegetationsgränsen. Den häckar vanligtvis från mitten av oktober till februari och lägger ett eller två ägg. På Nya Kaledonien har undersökningar visat relativt låg andel lyckade häckningar, med flygga ungar i en endast en femtedel av alla bon. Den livnär sig nästan uteslutande på fisk och ses nästan alltid nära land.

## Status och hot
Australisk småtärna beräknas ha en världspopulation på endast 2500-10000 individer. I Western Australia verkar beståndet stabilt medan den minskat kraftigt i övriga delar av utbredningsområdet, troligen på grund av predation av introducerade djurarter och störningar på häckningsplats. Underarten davisae är mycket hotad med endast tio par kvar, även om beståndet ökat sedan bottennivån på tre par 1983. På Nya Kaledonien återstår endast 100-200 par. IUCN kategoriserar den därför som sårbar.

## Namn
Fågeln har på svenska tidigare kallats australtärna. Det vetenskapliga namnet nereis syftar på havsnymferna nereiderna, döttrar till havsguden Nereus.